# 春咲あずみ
春咲 あずみ（はるさき あずみ、1986年7月8日 - ） は日本の元AV女優。ベネスプロモーション所属。
趣味:水泳、ギター、つまようじピラミッド　特技:カラオケ、しまうまのまね

## 略歴
東京都出身。2006年3月にミリオン（ケイ・エム・プロデュース） 専属女優「ミリオンエンジェル」としてAVデビュー。
2007年1月に『セル初超デジモ 春咲あずみ』（レアル・ワークス） でセルデビュー。また、同年3月からは糸矢めい・相崎琴音とのユニット「糸崎あずみ」としての活動も開始。
2008年1月、『拘束椅子とぶっかけ顔面30連発で引退! 春咲あずみ』（レアル・ワークス） が引退作として発売。しかし後日の公式ブログで、AVから引退するのではなくレアル・ワークスからの引退（離脱） であり、同年4月から宇宙企画の作品に出演すると発表した。
2008年10月をもって『Pleasure ～堕天使覚醒～ 春咲あずみ』で宇宙企画から卒業。『おまたせ!kawaii*デビュ→ エロカワ乳姫あずみん 春咲あずみ』(2008年11月25日）でkawaii*から作品がリリース。
2010年8月22日、福島県郡山駅前ビルにて ライブイベントを開催した。2011年3月7日、スカイパーフェクTV!の「スカパー!アダルト放送大賞2011」で東京スポーツ賞を受賞した。

## 出演作品

### アダルトビデオ(撮りおろし作品(大人数出演のオムニバス作品を除く)のみ)
| 2006年                                            | 2006年   | 2006年                   | 2006年                     |
| タイトル                                          | 発売日   | メーカー                 | 備考                       |
| ------------------------------------------------- | -------- | ------------------------ | -------------------------- |
| 乳姫 春咲あずみ 完全版                            | 3月17日  | ケイ・エム・プロデュース | デビュー作                 |
| 今、ミリオンエンジェルがスゴイ!                   | 4月21日  | ケイ・エム・プロデュース |                            |
| PINK DIARY 春咲あずみ 完全版                      | 4月21日  | ケイ・エム・プロデュース |                            |
| ミリオン・ドリーム                                | 5月1日   | ケイ・エム・プロデュース | AV OPEN 2006エントリー作品 |
| 完全撮りおろしスーパースター 4時間SPECIAL 3       | 5月19日  | ケイ・エム・プロデュース | オムニバス作品             |
| 天使のムニュ 春咲あずみ                           | 5月26日  | 宇宙企画                 |                            |
| 春咲あずみ 4時間                                  | 6月16日  | ケイ・エム・プロデュース |                            |
| 今、ミリオンドリームがスゴイ! 2                   | 7月21日  | ケイ・エム・プロデュース |                            |
| バーチャルFUCK 春咲あずみとしようよ               | 7月28日  | 宇宙企画                 |                            |
| ミリオン・ドリーム～私立ミリ商の天使たち～ 完全版 | 8月18日  | ケイ・エム・プロデュース |                            |
| ソープの女神さま 春咲あずみ 完全版                | 9月22日  | 宇宙企画                 |                            |
| 僕だけのアイドル 女子校生 春咲あずみ 完全版       | 10月27日 | ケイ・エム・プロデュース |                            |
| ベストセレクション 春咲あずみ 完全版              | 11月24日 | 宇宙企画                 |                            |
| もしも春咲あずみが僕の彼女だったら… 完全版        | 11月24日 | ケイ・エム・プロデュース |                            |
| 美乳を味わえ!! 春咲あずみ 完全版                  | 12月29日 | ケイ・エム・プロデュース |                            |

| 2007年                                                                      | 2007年           | 2007年                   | 2007年                      |
| タイトル                                                                    | 発売日           | メーカー                 | 備考                        |
| --------------------------------------------------------------------------- | ---------------- | ------------------------ | --------------------------- |
| セル初超デジモ 春咲あずみ                                                   | 1月19日          | レアル・ワークス         |                             |
| VERY BEST OF 春咲あずみ 完全版                                              | 1月26日          | ケイ・エム・プロデュース | 総集編 撮りおろしシーンあり |
| 春咲あずみが奥さんになってあげる 春咲あずみの超高級癒し系おもてなしソープ嬢 | 2月16日          | レアル・ワークス         |                             |
| レアル 春咲あずみ                                                           | 3月16日          | レアル・ワークス         |                             |
| 春咲あずみの生中出し 風俗嬢                                                 | 4月20日          | レアル・ワークス         |                             |
| ミリオンドリーム2007前編 ミリ商、痴女-1グランプリに出場!                    | 5月3日           | ケイ・エム・プロデュース | AV OPEN 2007エントリー作品  |
| エクスタシー 春咲あずみ                                                     | 5月18日          | レアル・ワークス         |                             |
| 緊縛美乳 春咲あずみ                                                         | 6月22日          | レアル・ワークス         |                             |
| NONSTOPイカセ特訓 春咲あずみ                                                | 7月20日          | レアル・ワークス         |                             |
| 今、糸崎あずみがスゴイ!                                                     | 7月27日          | ケイ・エム・プロデュース |                             |
| ミリオンドリーム2007 後編 ～意志を継ぐもの～                                | 8月17日          | ケイ・エム・プロデュース |                             |
| 春咲あずみと相崎琴音のダブルドリーム スペシャル                             | 9月18日          | レアル・ワークス         |                             |
| 春咲あずみと春名えみが奥さんになってあげる 美乳・巨乳スペシャル             | 10月19日         | レアル・ワークス         |                             |
| 超・超デジモ 春咲あずみ                                                     | レアル・ワークス | レアル・ワークス         |                             |
| オール生中出し女子校生 春咲あずみ レイプ10連続中出しに涙                    | レアル・ワークス | レアル・ワークス         |                             |

| 2008年                                           | 2008年   | 2008年           | 2008年 |
| タイトル                                         | 発売日   | メーカー         | 備考   |
| ------------------------------------------------ | -------- | ---------------- | ------ |
| 拘束椅子とぶっかけ顔面30連発で引退!春咲あずみ    | 1月18日  | レアル・ワークス |        |
| パイパンで電撃復活!!                             | 4月18日  | 宇宙企画         |        |
| パイパン生中出し教育実習生                       | 5月16日  | 宇宙企画         |        |
| あなたといっぱい中出ししたいの                   | 6月20日  | 宇宙企画         |        |
| 愛ある情熱SEX 絡みつくようなベロキス見せてあげる | 7月18日  | 宇宙企画         |        |
| 童貞すてちゃえ                                   | 8月18日  | 宇宙企画         |        |
| 猥褻MAX 春咲あずみ                               | 9月19日  | 宇宙企画         |        |
| Pleasure ～堕天使覚醒～                          | 10月17日 | 宇宙企画         |        |
| おまたせ!kawaii*デビュ→ エロカワ乳姫あずみん     | 11月25日 | kawaii*          |        |
| 学校でセックchu                                  | 12月25日 | kawaii*          |        |

| 2009年                                 | 2009年   | 2009年     | 2009年         |
| タイトル                               | 発売日   | メーカー   | 備考           |
| -------------------------------------- | -------- | ---------- | -------------- |
| kawaii* special ギザカワユス!          | 1月25日  | kawaii*    |                |
| 行列のできる生中出し風俗ビル           | 1月30日  | 宇宙企画   | オムニバス作品 |
| LOVE&♥ドッピュン!! メガ顔射スペシャル! | 2月25日  | kawaii*    |                |
| kawaii* special ダブルオッパイ♥        | 3月25日  | kawaii*    |                |
| G-cup美巨乳ハレンチあずみ先生          | 4月13日  | MOODYZ     |                |
| 超絶品ボディ                           | 5月13日  | MOODYZ     |                |
| ドリームウーマンVol.72                 | 6月13日  | MOODYZ     |                |
| 完全絶頂アクメ奴隷                     | 7月25日  | ダスッ!    |                |
| 浣腸解禁 超絶噴射アクメ                | 8月25日  | ダスッ!    |                |
| 爆乳トリプル凌辱輪姦                   | 9月25日  | ダスッ!    |                |
| 犯られまくる淫乱ドM女教師              | 10月16日 | マキシング |                |
| OFF REC                                | 11月16日 | マキシング |                |
| E-BODY                                 | 12月13日 | E-BODY     |                |

| 2010年                                                                                     | 2010年    | 2010年                   | 2010年         |
| タイトル                                                                                   | 発売日    | メーカー                 | 備考           |
| ------------------------------------------------------------------------------------------ | --------- | ------------------------ | -------------- |
| 風俗ちゃんねる17                                                                           | 1月16日   | マキシング               |                |
| あずみがたっぷり淫語でイカせてあげる。                                                     | 2月16日   | マキシング               |                |
| イイ女の限界ベロちゅうトランスFUCK 春咲あずみ                                              | 3月16日   | マキシング               |                |
| 問答無用の鬼イカセ 春咲あずみ 100回イッテモ土下座シテ謝ルマデ帰サナイ                      | 4月16日   | マキシング               |                |
| 全国の甘えん坊さん集まれぃ!変態ベビーシッターあずみんが来たよ♪ 春咲あずみ                  | 5月16日   | マキシング               |                |
| 春咲あずみ 夫の目の前で犯されて- 侵入者IX                                                  | 6月7日    | アタッカーズ             |                |
| Honey Pot 20                                                                               | 6月11日   | ReVIVAL                  |                |
| 堕落劇場 キレイな女はこうしてハメられる。                                                  | 7月16日   | マキシング               |                |
| 春咲あずみちゃん タオル一枚 男湯入ってみませんか? HARD                                     | 9月9日    | SODクリエイト            |                |
| 春咲あずみと、ウソを付けない体のイキまくる10本番。                                         | 9月16日   | マキシング               |                |
| 男子の格好をしているオンナのコは好きですか? 3                                              | 10月7日   | SODクリエイト            |                |
| 全裸で宴会芸をさせられた妻                                                                 | 11月1日   | MOODYZ                   |                |
| 教師と生徒の逆転関係!禁断レズ学園 5                                                        | 11月7日、 | ディープス               |                |
| 春咲あずみの、暴走しまくる欲望下半身10本番。                                               | 11月16日  | マキシング               |                |
| 極上巨乳4人娘がイク!!プールサイドでお客さんにバレない様にオマ○コいじられまくりのアルバイト | 11月18日  | SODクリエイト            |                |
| おねだり妹ソープ VOL.3                                                                     | 11月18日  | ディープス               |                |
| 完全主観ハーレム学園生活                                                                   | 11月18日  | アキノリ                 |                |
| キマリすぎた身体                                                                           | 11月19日  | 乱丸                     |                |
| 家庭教師レズビアン                                                                         | 11月19日  | アンナと花子             |                |
| ［体験型プライベートAV］人妻があなたの部屋にやってくる! Episode 13                         | 11月26日  | アテナ映像               |                |
| ボイン大好きしょう太くんのHなイタズラ                                                      | 12月2日   | グローリークエスト       |                |
| 春咲あずみのソープしちゃうぞ                                                               | 12月3日   | クリスタル映像           |                |
| M男クンのアパートの鍵、貸します。                                                          | 12月5日   | ワープエンタテインメント |                |
| マジックミラー号 攻撃的ボディ逆ナンパ in三浦海岸2010                                       | 12月7日   | ディープス               |                |
| 完全主観 一週間7股生活 2                                                                   | 12月7日   | アキノリ                 | オムニバス作品 |
| 春咲あずみ先生の誘惑中出し家庭訪問                                                         | 12月19日  | クロス                   |                |
| 美少女に恋して…                                                                            | 12月24日  | アテナ映像               |                |
| デニムの似合う可愛い素人娘 01                                                              | 12月24日  | 青空ソフト               |                |
| 誘惑義母の寸止めチラリズム                                                                 | 12月25日  | マドンナ                 |                |
| 美2周年記念作品 PERFECT STYLE痴女集団SPECIAL                                               | 12月25日  | 美                       |                |

| 2011年                                                                                     | 2011年  | 2011年                   | 2011年         |
| タイトル                                                                                   | 発売日  | メーカー                 | 備考           |
| ------------------------------------------------------------------------------------------ | ------- | ------------------------ | -------------- |
| 縛馬 其の九                                                                                | 1月1日  | MAD                      |                |
| 元サッカー部マネージャー 同窓会で再会したマドンナを犯したい!                               | 1月7日  | アタッカーズ             |                |
| 秘書in… ［脅迫スイートルーム］ Secretary Azumi(26）                                        | 1月15日 | ドリームチケット         |                |
| 巨根催眠                                                                                   | 1月15日 | MAD                      | オムニバス作品 |
| ペニバンレズソープ                                                                         | 1月19日 | アンナと花子             |                |
| 極上巨乳4人娘がイク!!プールサイドでお客さんにバレない様にオマ○コいじられまくりのアルバイト | 1月20日 | SODクリエイト            |                |
| 痴女サミット 4                                                                             | 2月5日  | アキノリ                 |                |
| 絶対に手を出してはいけない相手を夜這いしちゃった俺 2                                       | 2月5日  | アキノリ                 | オムニバス作品 |
| 究極の妄想発明シリーズ第23弾 時間が止まる腕時計パート6                                     | 2月5日  | ROCKET                   |                |
| 時間よ止まれ! SP 春咲あずみよ止まれ!                                                       | 2月5日  | V&Rプロダクツ            |                |
| 触手に溺れて― 女子大生の憂鬱                                                               | 2月7日  | アタッカーズ             |                |
| デカチンで激ピストン                                                                       | 2月11日 | KUKI                     |                |
| 東京FUNKY GALS EX 04                                                                       | 2月11日 | ピエロ                   |                |
| 近所で評判のちょっとHなバイト女子校生                                                      | 2月11日 | アップス                 |                |
| Working Woman’s Legs 13 航空会社グランドスタッフ                                           | 2月11日 | 青空ソフト               |                |
| 社内情事 巨乳OL                                                                            | 2月13日 | 隼エージェンシー         |                |
| 夫には言わないで下さい。 ～過去の過ちで凌辱される美巨乳若妻～                              | 2月13日 | 溜池ゴロー               |                |
| ワープスペシャル!!                                                                         | 2月15日 | ワープエンタテインメント |                |
| 美少女にもっと恋して…                                                                      | 2月25日 | アテナ映像               |                |
| 純愛レズビアン ON LIVE 03                                                                  | 2月25日 | ピエロ                   |                |
| 春咲あずみ お貸しします。                                                                  | 2月25日 | クリスタル映像           |                |
| 揺れるデカパイ激ピストン                                                                   | 3月1日  | ワンズファクトリー       | オムニバス作品 |
| うぶな女の目の前で痴漢をみせつけて発情させろ!! 4                                           | 3月5日  | ナチュラルハイ           |                |
| 酔い潰れた女をバレないように痴漢しちゃった俺。                                             | 3月5日  | アキノリ                 | オムニバス作品 |
| 巨乳戦隊チチレンジャーVS魔乳クイーンハマリオの逆襲                                         | 3月5日  | ROCKET                   |                |
| 彼女がスクール水着にきがえたら                                                             | 3月11日 | アップス                 | オムニバス作品 |
| 犯られる女教師                                                                             | 3月13日 | 隼エージェンシー         |                |
| 憧れのクラスメイト春咲あずみとココロとカラダが男女入れ替わり!                              | 3月19日 | SODクリエイト            |                |
| 春咲あずみの家庭教師でしようよ                                                             | 3月25日 | クリスタル映像           |                |
| 新人介護士 ～強いられた肉穴老人介助～                                                      | 4月13日 | MOODYZ                   |                |
| キャットスーツ PERFECT BODY                                                                | 4月22日 | TMA                      | オムニバス作品 |
| 巨乳人妻お宅訪問                                                                           | 4月25日 | 美                       | オムニバス作品 |
| 巨乳コスプレイヤー                                                                         | 6月24日 | TMA                      | オムニバス作品 |
| カクテル新商品のモニターで、酔った女性にボッキしたチン○を見せつけたら…                     | 7月22日 | アテナ映像               | オムニバス作品 |
| 犯られる女教師 4時間SP                                                                     | 9月25日 |                          |                |

## テレビ番組

### ドラマ
- 特命係長 只野仁 SP '08 大手銀行派遣女子行員が仕掛けた罠（2008年2月、テレビ朝日）
- ヒトリマケ(2010年7月、TBS）

### バラエティー
- ゴッドタン（2007年、テレビ東京） キス我慢選手権
- 新人・糸崎あずみ、脱いじゃいました。（2007年2月3日、エンタ!371）[3]
- 今夜もハッスル（2008年9月、サンテレビ） コーナー「MISSION ROOM」
- おとなのびっくりクリニック（2008年10月、日本海テレビ）
- ゴッドタン正月SP（2009年1月2日、テレビ東京） 新春キス我慢特別編
- 夜は美女バナ（2010年5月、サンテレビ） 他出演:葵ちひろ

## 映画
- ヒトリマケ（2008年）

## Vシネマ
- この男たち、凶暴にて。（2011年）

## 写真集
- MILKY‐EX（2006年10月、彩文館出版、撮影：野川イサム）ISBN 978-4775601570

## WEB
- 【セクシー女優】春咲あずみの生着替え（ ＾ω＾）（2010年12月11日、ニコニコ生放送）